# كلاوديو مونتيفيردي
كلاوديو مونتيفيردي (بالإيطالية: Claudio Monteverdi)‏ ؛ (كريمونا 1567- البندقية 1643 م) هو مؤلف إيطالي، كان من بين الذين ساهموا في وضع قواعد فن الأوبرا في إيطاليا. من أعماله الأوبرالية المشهورة: أورفيو (1607)، أريانا (1608)، عودة عولس (1641)، كما وضع تسعة كتب في فن المادريغال والكانتاتا، أحدثت أعماله ثورة حقيقة في اللغة الموسيقية الغربية. في حياته كان «موتيفيردي» مُعلم الجوقة الترتيلية في كنسية القديس سان ماركو بالبندقية.
لم تذكر كتب التاريخ شيئا عن حداثة هذا الفنان العظيم لذلك استند المؤرخون المحدثون على ما تناقلته الألسن أبا عن جد عن طفولة هذا الموسيقي، بالمقابل يعرف المؤرخون عنه كل شيء بعد أن اشتهر اسمه وبات يتكرر في كتب التاريخ كان والده والذي يدعى بالتازار رجلا شريفا ومثقفا وشجاعا، إذ كان يعامل مرضاه بصورة عادلة متساوية بغض النظر عن الطبقة الاجتماعية التي ينتمون إليها.
و كان لبالتازار خمسة أولاد اهتم بتعليمهم جميعا. وهذا كان الحال مع كلوديو الابن البكر الذي أظهر موهبة غير عادية في الفن الموسيقي، مما شجع والده على تأمين تعليمه لهذا الفن تحت إشراف رئيس الفرقة الموسيقية لكاتدرائية كريمونا أنطوان انجينيري Marc Antoine Ingegneri الذي حرس على تدريسه القواعد الموسيقية.
وكان انجينيري موسيقيا معروفا ورجلا يتمتع بأخلاق حميدة ويعيش معيشة تقوى وخشوع.
و تحت اشراف هذا الأستاذ البارع حقق كلوديو تقدما سريعا، وتعلم العزف على الاورغن والكمان ولاحظ بدقة الأصوات الخاصة بكل آلة وكان أول مؤلف يعطي أهمية كبرى للألوان الأركسترالية والتوزيع الأركسترالي.
كما درب صوته ليصبح منشدا في الكنيسة ودرس فنون الكتابة الموسيقية وما لبث أن بارز أستاذه في فن الطباق الموسيقي والذي كان أستاذه يعتبر أفضل من مارسه في ذلك العصر، وإضافة إلى دراسته الموسيقية تعلم مونتيفردي العلوم المدرسية مما مكنه في المستقبل من اكتساب ثقافة استثنائية.
تعلم مونتيفردي الأشكال الموسيقية من أستاذه انجينيري وما لبث وأن أدمج مختلف الأساليب في بوتقة واحدة لخدمة الموسيقى الغنائية التي أصبح رائدها.
مثل مونتيفردي في عصر النهضة الازدهار الموسيقي فعرفت موسيقاه بأنها موسيقى فنان ناضج.
و رغم أنه لم يكن طفلا معجزة مثل موزار فقد أظهر منذ سن الخامسة عشر موهبة موسيقية فألف مقطوعات قدمها إلى أكاديمية الفنون في كريمونا فأعجب رجال الأكاديمية بها مما شجع مونتيفردي على الاستمرار في التأليف الموسيقي
و في عام 1582 نشر كلاوديو مونتيفردي أول مجموعة أعمال له في مدينة البندقية وكانت بعنوان « Sacra Cantiunculae » ضمت 20 مقطعا غنائيا لثلاثة أصوات.
وفي عام 1583 نشر مجموعته الثانية التي حملت عنوان « Madrigali Spirituali » في مدينة بريشيا.
أهدى هذه المجموعة الثانية إلى « Alessandro Fraganesco » أحد أثرياء مدينة كريمونا وراعي الفنانين الذي قدم خدمة إعلانية جيدة للصغير مونتيفردي عندما قدم في قصره بعض مقطوعات المجموعة الأولى من أعمال مونتيفردي.

## = انطلاقة مونتيفردي الفنية

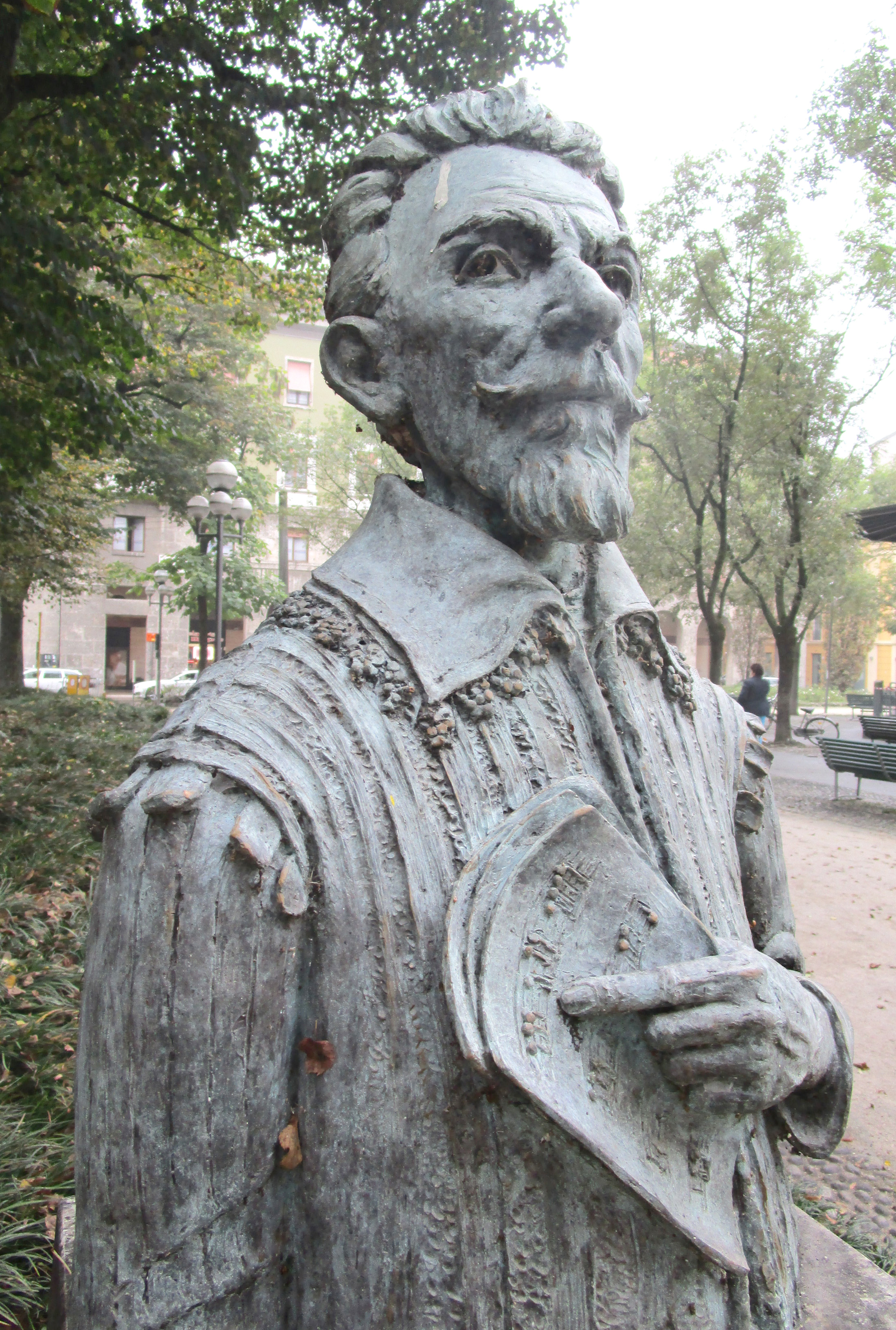
تمثال برونزي مونتيفيردي في ساحة عامة في كريمونا، إيطاليا.

عرف كلوديو مونتيفردي دائما كيف يحصل على خطوة لدى الرجال المتنفذين الذين يستطيعون مساعدته في الوصول إلى المركز الذي يتطلع إليه. وفي هذا الباب أهدى مونتيفردي أول مجموعة من أعماله إلى أستاذه" Marc Antoine Ingegneri" ليس عرفانا بالجميل ولكن نظرا لما يتمتع به من شهرة في الأوساط الموسيقية آنذاك، وعمل كهذا من شانه لفت الأنظار إليه، وهكذا أهدى مجموعته الثانية من المقطوعات الغنائية إلى دوق مانتوا والذي رد على هذا التكريم بتعيينه في خدمته كمغن وعازف كمان أوسط، وكذا الحال بالنسبة إلى مجموعة أعماله الثالثة.
و كان دوق مانتوا شخصا مغرورا وغريب الأطوار، ورث من والده حب الموسيق ومن أمه الطباع الحادة، وكان لا يبخل بماله من أجل الحصول على تحفة فنية والأحجار الثمينة، وكان يشتري العطور الباريسية والأزهار البلجيكية.... ولكن حين يتعلق الامر بدفع أتعاب الفنانين العاملين في القصر والخدم فهو بخيل جدا
و رغم هذا فقد تمتعت مدينة مانتوا بشهرة موسيقية نافست مدن البندقية وفلورنسا وفيراري وحتى روما ونجح الدوق في مسعاه والذي أراد منه أن تنافس الشهرة الموسيقية لمدينته شهرة مدينة روما.
حيث جلب إلى قصره كافة الأسماء العظيمة في سماء الموسيقى واهتم بنفسه بتأليف الألحان الموسيقية بمساعدة مستشاره الفني "Alessandro striggio" الذي كتب كلمات الأغاني في المغناة "Orfeo" التي ألفها مونتيفردي.
انجذب مونتيفردي إلى هذا المحيط وترك نفسه تنقاد إلى هذا الجو الباذخ، وتعرف على معاشرة الشخصيات المرموقة، مثل غاليليو الابن والرسام روبنز.......
و لكن مونتيفردي أعجب بشكل خاص بالشاعر "Torquato Tasso " والذي كان في مستشفى المجانين عندما أمر الدوق بإخراجه ليعمل كشاعر بلاط في قصره.
و كان من بين ما كتب "Tasso" «ملحمة تحرير القدس» التي ضمت 20 لأغنية والتي تركت تأثيرها على مونتيفردي حيث ألف مقطوعاته الغنائية مستوحيا إياها من أبيات الأغنية السادسة عشر من ملحمة «تحرير القدس».
نشأت بين مونتيفردي والمستشار الفني لدوق مانتوا "Alessandro STRIGGIO" صداقة شخصية نتج عنها تعاون مثمر.
نشر مونتيفردي بعد سنتين من عمله في قصر الدوق مجموعته الثالثة من المقطوعات الغنائية الصغيرة التي حققت نجاحا مذهلا بحيث اضطرت دار النشر إلى إعادة طبعها 8 مرات من سنة 1592 إلى 1622، كما طبعت منها نسخة في بلجيكا سنة 1615.

### أعمال جديدة
كان كلوديو مونتيفردي يحصل من دوق مانتوا على مبلغ زهيد كأجور سنوية مقابل عمله في القصر كعازف وكرئيس موسيقى ولكن نشاطه كان عظيما، إذ كان الدوق يقيم كل يوم تقريبا احتفالات في قصره حبا بالفخفخة وإما يملكه من تحف ونفائـس.
و مع مرور الوقت وقع مونتيفردي في حب إحدى المغنيات واسمها "Claudia CATTANEO" ابنة أحد الموسيقيين الكهول العاملين في القصر، وتزوجها وهكذا عرف مونتيفردي سعادة حقيقية دامت سنوات، أعد خلالها المقطوعات الغنائية التي كانت ستشكل مجموعة أعماله الرابعة، وعرف نوعا من البحبوحة المادية لأن زوجته كانت تتقاضى راتبا من الدوق بصفتها مغنية في البلاط الملكي.
بعد سنة من زواج مونتيفردي، اضطر للابتعاد عن زوجته للالتحاق بجيش الدوق الذي قرر مساعدة إمبراطور ألمانيا رودولف الثاني اصد هجوم الملك محمد الثالث السلطان العثماني الذي وصل إلى المجر.
وكانت مهمة مونتيفردي تأليف الأناشيد الحربية وتسجيل مآثر جيش الدوق بالأغنيات الشعبية، ومع ذلك أوقف الدو راتبه لأنه وجد أن مرافقة مونتيفردي لشخصه العظيم هي بمثابة تكريم لا يقدر بمال.
في عام 1559 توفي رئيس الموسيقى في قصر دوق مانتوا، وأصبح مركزه شاغرا فطرح مونتيفردي اسمه ليحل محله، ولكنه أبعد وتم تعيين أحد الموسيقيين المقربين من الدوق في هذا المنصب.
و بعد الانتهاء من الحرب وهزيمة جيش الدوق عاد الدوق إلى مانتوا فقرر مونتيفردي الالتحاق بقصر اللإمبراطور الألماني بدلا من البقاء في فصر الدوق، وهناك تعرف على المنجم الشهير "Michael MAIER" والذي كان يعمل كمستشار وكطبيب خاص للإمبراطور وكان هذا المنجم يعتقد أن بإمكان الموسيقى الصاخبة طرد الأرواح الشريرة التي تسبسب الأمراض الجسدية والعقلية عند الإنسان، فطلب من مونتيفردي أن يؤلف له بعض المقطوعات الغنائية، ففعل ولكن دون أن تحقق هذه المقطوعات شفاء أي مريض.
عاد بعدها مونتيفردي إلى مانتوا ليعمل كمساعد لرئيس الموسيقى في قصر الدوق، ولكنه لم يبق طويلا إذ اصطحبه الدوق بعد فترة وجيزة للقيام برحلة ترفيهية عبر بلاد الفلاندرز.
كانت هذه الرحلة مفيدة لمونتيفردي من الناحية الموسيقية، حيث كان يعزف مقطوعاته خلال الاحتفالات التي كانت تقام تكريما للدوق وكان يغني وينشد الأشعار فتعرف الناس بهذا الفنان المبدع وقدروا أعماله.
بعد عودة مونتيفردي من الرحلة والتي استفاد منها كثيرا، كان يجب عليه أن يوجد باستمرار في القصر ليدير شؤون الفرقة الموسيقية التي يرأسها "Pallavicino"، والذي وجد فيه مساعدا لا يمكن الاستغناء عنه، إذ كان يقوم بكل ما يطلب منه على أفضل ما يرام وبالموازاة مع ذلك استمر مونتيفردي يؤلف المقطوعات الغنائية التي سيضمها في مجموعته الرابعة من المقطوعات الغنائية.
و قبل أن ينشر هذه المجموعة فوجئ بهجوم شنه رئيس كهنة جمعية المخلص في بولونيا على مساوئ الموسيقى الحديثة،
و ذكر في معرض التنديد أعمال مونتيفردي، فكان رد مونتيفردي بنشر أعماله والتي استقبلها الناس بحماس كبير.

### مواصلة الكفاح
كانت سنة 1600 غنية بالأحداث بالنسبة لمونتيفردي، إذ ولد له ابن سماه فرانسيسكو وشعر مونتيفردي بالضيف المالي ولكن لحسن حظه توفي لرئيس موسيقى القصر فخلفه مونتيفردي وعين مديرا للموسيقى في القصر وهنا غرق مونتيفردي في العمل المتواصل أكثر من ذي قبل، ولكن تراكم الأعمال عليه لم يمنعه من كتابة المقطوعة الأخيرة في مجموعته الرابعة.
حققت المجموعة الرابعة نجاحا هائلا وازداد عدد المعجبين بموسيقى مونتيفردي، وهذا رغم الهجمة الشرسة التي شنها عليه مجددا «أرتوزي» رئيس كهنة جمعية المخلص في بولونيا والذي ما فتأ يجذب إليه عددا متزايدا من المؤيدين.
و لذلك وجد مونتيفردي نفسه مضطرا للرد في السنة التالية (1605) عندما نشر المجموعة الخامسة من المقطوعات الغنائية الصغيرة، وهذا عن طريق كلمة موجهة للقراء.
استأنف مونتيفردي تأليف الألحان وكأن شيئا لم يكن، بينما تولى شقيقه «جول سيزار» الدفاع ع ن أعماله حفظا لكرامتــه.
مونتيفردي يواجه الصعوبات
واجه مونتيفردي مشاكل أخرى مقلقـة غير الهجمات العنيفة لأرتوزي وجماعته عليه، ولدت زوجته ابنه الثاني ماكسيميليانو وساءت صحتها بعد الولادة، اضطر مونتيفردي أن يشتري منزلا في الريف لإقامة زوجته حسبما أشار عليه الأطباء، كما اضطر أن يوظف بعض الخدم ليهتموا بزوجته نظرا إلى وجوب بقاءه في قصر الدوق.
رغم النجاحات المتعاظمة والواردات الكبيرة التي أمنتها له مجموعات أعماله فقد ساءت حالته المادية.
غاص مونتيفردي في العمل لعله يجد ما ينقذه من ضائقته المالية. زاد الطين بلة مرض ابنيه وما تبع ذلك من نفقات ضرورية لعلاجهما.
تفاقمت سوء صحة زوجته وشخص الأطباء إصابتها بمرض لا للشفاء منه.
اهتم بالتازار والده بمعالجة الزوجة والطفلين وجمع من حول الزوجة أصدقاء لهم وزملاء في المهنة ولكن لم يفد أي علاج في شفائها. لجأ مونتيفردي للدوق طلبا للمساعدة المالية ولكن خاب أمله.
و تحت هذه الظروف المأساوية بدأ مونتيفردي يكتب ألحان المغناة "Orfeo" والتي ستتحول فيما بعد إلى أوبرا "Orfeo" والتي ستتحول فيما بعد إلى أوبرا "Orfeo" بطلب من الدوق، والذي أعجب بأوبرا "Euridice" فخطرت بباله أوبرا "Orfeo" وهو ما استجاب له مونتيفردي فكان للدوق ما أراد وحققت نجاحا عظيما.

### المغناة "Orfeo"
يرفع الستار على صوت عزف الأرغن وبعد رفع الستار تقدم مقطوعة بمثابة افتتاح. ثم يبدأ الفصل على مشهد رعوي: الريف والحوريات والرعاة وفي وسطهن أورفيو. يبدأ اورفيو بالغناء ويعبر فيه عن حبه لوطنه الأم كما يغني حبه للفنان بوريديشه. لم يكن الفصل الأول سوى رعوية تقليدية لا أكثر ولا أقل ولكن مونتيفردي ألبسها كافة ألوان الموسيقى السعيدة. صور فيها العالم الأرضي، عالم الأزهار والأخشاب، عالم الحوريات والرعاة والأغانيو الشمس عبر آلات موسيقية كانت معروفة في ذلك الوقت: المزمار والآلات الوترية والصنوج والأرغن.
في الفصل الثاني تظهر الحورية سيلفيا بينما كان أورفيو يغني بمرح وسعادة فتخبره بأن زوجته توفيت وهي تقطف الأزهار بعد أن لدغتها أفعى. يتبادل أورفيو مع رسولة الموت حوارا غريبا شكل ذروة هذا العمل المسرحي.
في الفصل الفصل الثالث قرر أورفيو النزول إلى الجحيم لاستعادة زوجته المحبوبة وعند ضفاف نهر ستيكس الذي يفصل الجحيم عن الجنة اعترضه البحار شارون ومنعه من اجتياز النهر ولكن أورفيو كان واثقا من نفسه، وعاشقا فبدأ يغني.
قام شارون على غناء أورفيو فاجتاز أورفيو النهر ووصل إلى الجحيم وهنا قرر أورفيو أن يستغل كل فنه وكل معرفته ومهاراته في الغناء من أجل إنقاذ حبيبته وزوجته يوريديشه.
في الفصل الرابع دخلت الحورية بروسبيرين التي شغفت بغناء أورفيو لدى إله الجحيم بلوتون فسمح ليوريديشه بالذهاب مع أورفيو شرط أن لا يحاول أورفيو رؤية زوجته قبل أن تغادر الجحيم. ولكن أورفيو يلتفت وراؤه لرؤية يوريديشه وحالما يقع نظره عليها تتلاشى من أمامه، ويغيب صوتها شيئا فشيئا حتى الصمت التام. يصيح أورفيو في هذه اللحظة «أين ذهبت يا حياتي»؟. يصف هذا السطر اللحني بشكل كامل قلق أورفيو الذي فقد إلى الأبد يوريديشه لأن خالف تعليمات الإله أبولون.
في الفصل الخامس يظهر أورفيو على المسرح يغني تعاسته دون أن تظهر عليه إشارة التعب الكافية لجعله يموت من الحب. يقبل فورا دعوة الإله أبولون للإقامة في الأوليمب. قبل إنزال الستار يظهر ممثل يخبر الحاضرين بأن يوريديشه وأورفيو اجتمعا سوية من جديد وأنهما يستعدان للاحتفال بزواجهما. يظهر عندئذ أورفيو وهو يغني سعادته وسط مجموعة من المغنين والمغنيات والحوريات والرعاة. وهكذا تنتهي المغناة.

### ما بعد أوبرا"Orfeo"
كان على مونتيفردي مغادرة كريمونا إلى ميلانو حيث كانت تنتظره حفلة تكريم نظمها صديقه اللراهب شيروبيتي المسؤول عن الحفلات الموسيقية في قصر دوق ميلانو نوى مونتيفردي أن يسافر من هناك إلى البندقية لنشر مجموعته "Scherzi Musicali" لثلاثة أصوات، ولكنه أن زوجته وقعت فريسة المرض فعاد إلى كريمونا وترك لشقيقه أمر الاهتمام بنشر هذه الجموعة.و نشرت المجموعة في نهاية سنة 1603.
أصبح مونتيفردي الآن في سن الأربعين وأصبح أحد أشهر الموسيقيين في شمال إيطاليا وسرعان ما انتشرت شهرته لتعم كافة أرجاء أوروبا.
في 10 سبتمبر 1607 توفيت زوجة مونتيفردي غداة وفاتها تسلم مونتيفردي المكــلوم رسالة من المؤرخ وكاتب السير "Follino" عبر فيها عن عن تعزيته الحارة ودعاه لعدم اليأس والعودة إلى مانتوا أين ينتظره عالم من الشهرة.
كان ما دفع "Follino" إلى كتابة هذه الرسالة لمونتيفردي زواج الدوق «فرانسوا» الابن البكر للدوق الحاكم بالأميرة «مارغريت دي سافوا» وبمناسبة عودة العروسين إلى مانتوا قرر الدوق الأب إقامة حفلة على شرفهما.
عاد مونتيفردي إلى مانتوا وقدم إليه "Follino" كتيب الأشعار التي يريد من مونتيفردي أن يحولها إلى موسيقى مغناة، على أن ينهي الاورا قبل عيد الميلاد أي في أواخلر شهر ديسمبر وهو التاريخ الذي سيرسم فيه الابن الأصغر للدوق كاردينالا.
بدأ مونتيفردي العمل حال وصوله إلى القصر ولكنه وجد أن الوقت المحدد جد قصير وشعر أن نشاطه بدأ يضعف خاصة بعد وفاة زوجته، ومع ذلك تحامل على نفسه وعمل ببطء مما جعل صبر الدوق ينفذ فأخذ يهدده بالسجن تارة وتارة أخرى بحرمانه راتبه، ورغم وقوعه صريعا للمرض وإصابته بالحمى، فقد تحامل على نفسه وحقق المعجزة، وأنهى في أواخر شهر الأوبرا المنشودة "َArianna" وبدأت التدريبات الأولية في 2 فيفري.
و بعد انقضاء شهر توفيت المغنية الأولى «كاترينا مارتينللي» المفضلة لدى الدوق، فطلب الدوق من مونتيفردي ومن الشاعر "Sapion AGNELLI" تأليف 6 مقطوعات غنائية تخليدا لذكراها.
و بعد توقف التدريبات لجأ الدوق إلى مونتيفردي لإيجاد بديلة للمغنية والتي تمثلت في "Virginia ANDRIANI " والتي على المجيءإلى مانتوا من فلورنسا لأداء دور "Ariana" في هذه الأوبرا وتمكنت من إتقان الدور في 8 أيام.
و صارت الأوبرا جاهزة للعرض في عيد الفصح وهذا بعد 5 أشهر من التدريب. خارت قوى مونتيفردي خلال هذه الفترة إذ كان عليه أيضا تلبية طلبات الدوق والدوقة وكتابة الفواصل الترفيهية لمقطوعتي باليه كانت ستقدمان سوية مع الأوبرا.
و في 28 ماي 1608 تجمهر الناس في الصالة الكبرى للفنون "Invaghiti" حيث ستعرض الأوبرا "Ariana".
و عرضت الأوبرا وتركت انطباعا قويا على المشاهدين وأثارت أغنية البطلة "Ariane" التي عبرت فيها عن ألمها وحزنها إحساس عميق ودموع في عيون السيدات الحاضرات.
لم يبق لدينا من مقطوعات هذه الأوبرا سوى مقطوعة "Lamento"التي أنشدتها "Ariane" والتي انتشرت انتشارا واسعا بين الناس حتى أنه لم يبق منزل لم وتنشد فيه هذه الأغنية.
و بعد هذا النجاح صار الكل يعتبر مونتيفردي الزعيم الأوحد للموسيقى الحديثة في إيطاليا.-باستثناء أرتوزي وجماعته –

### إكمال مسيرة النجاح
بعد الانتهاء من الاحتفالات في مانتوا، أسرع مونتيفردي عائدا إلى كريمونا. لأنه شعر بالمرض وأراد أن يعالجه والده، لكن والده فشل في علاجه من آلام الرأس والأمراض العصبية التي ألمت به، خصوصا أنه علم أن الدوق منح مبلغا محترما لمؤلف النص "Gagliano" في حين لم ينله هو أي تكريم.
لذلك عندما أمره الدوق بالعودة حاول التملص متحججا بالمرض تارة ومستعملا التوسط من طرف مستشار الدوق "Striggio" تارة أخرى إلا أن هذا باء بالفشل، فعاد إلى مانتوا. عند وصوله إلى القصر علم بقرار رفع راتبه أخيرا إلى 300 قطعة فضية وتخصيص مكافأة سنوية أبدية له ولورثته.
و لكن المكافأة لم يتم دفعها له ولأولاده من بعده.
مرت سنتان على هذه الحال وكان خلال هذه المدة الكاردينال فرديناند يؤلف مقطوعات ويعرضها على مونتيفردي الذي يدخل عليها تعديلات بعد إعطاء رأيه فيها، وتعزف في الأمسيات دون ذكر اسم مؤلفها الكاردينال.
و في عام 1610 ألف مونتيفردي ألحان الموشحة الدينية "Missa DaCapella" لستة أصوات التي كتبها كلماتها الشاعر " Nicolas GOMBERT"، ألحق مونتيفردي بهذه الموشحة مقطوعتين دينتين هما "Vespro Della Beata Virgine" وسوناتا لثمانية أصوات تمجيدا بالسيدة العذراء مريم والتي أهداها إلى البابا فقبل البابا الإهداء ولكنه بالمقابل رفض منحه منحة مالية أو قبول إدخال ابنه فرانسيسكو في المدرسة الإكليريكية البابوية في روما.
في16 فيفري 1612م توفي الدوق فينشنتي وبغيابه أفل نجم وعظمة وشهرة مانتوا.
سارع ابنه الدوق فرانشسكو في طرد الموسيقيين وعلى رأسهم مونتيفردي، عاد مونتيفردي إلى كريمونا مع ولديه وعاش مع والده، وعاش لمدة سنة تقريبا على إيرادات الحفلات الموسيقية وطلبات التأليف والعزف على الأورغ، كما اهتم بتعليم ابنه البكر الفن الموسيقي

### مونتيفردي في مدينة البندقية
استمرت رحلات مونتيفردي إلى مدينة ميلانو لتقديم بعض الحفلات الموسيقية كما لزيارة أصدقاء مخلصين.
في 19 أغسطس 1613م توفي الأب Martinengo مدير موسيقى سان مارك في البندقية.
خلف مونتيفردي الأب المتوفى في أكتوبر 1613م، حيث سيمضي في البندقية أكثر السنوات غزارة في الإنتاج وأجمل أيام حياته.
في بداية القرن 17م كانت البندقية في أوج رخائها المادي وكان الشعب يطلب موسيقى تناسب ذوقه وكان على مونتيفردي تأمين ما يطلبه هذا الشعب.
انقضت عدة أعوام قبل أن يتمكن مونتيفردي من الاستحواذ على إعجاب الشعب بالأوبرا وكان يبذل مجهودات جبارة، إلا أنه وجد في الاحترام الشديد الذي يحيط به ما يعوضه عن هذه المجهودات.
عهد إلى مونتيفردي تدريس الغناء الواقعي والغناء الرمزي إلى مغنين صغار السن وكان من حقه أن يطرد كل تلميذ يثير الشغب أو يزعج رفاقه في الصف.
في هذا الوقت كان دوق مانتوا فرديناند دي غونزاغ يحاول إعادة العظمة القديمة إلى مقاطعته، فأمر مونتيفردي بالعودة في عام 1615م، فتحجج بالطقس السيئ الذي يمنعه مكن السفر وعرف كيف يتملص.
بعد وفاة الدوق فرديناند حاول شقيقه الدوق فينشنتي الثاني استمالته لكنه عرف كيف يتهرب بعد أن وعده بتلبية أي طلب، ولم يمضي عام حتى طلب منه دوق مانتوا مقطوعات موسيقية، ثم توالت الطلبات نذكر منها. مقطوعات باليه، Tirsi EClori، ملحمة Le Mariage D’Alceste D’Admete، مقطوعات غنائية، أوبرا Andromede، مغناة Un Lamento D’apollon، مسرحية كوميدية موسيقية La rencontre De Renaud Et D’Armide.
و من المؤسف أن كل الأعمال التي ألفها مونتيفردي لـ دوق مونتوا والتي أرسلها من البندقية لم يبق لها أثر، بعد أن أتلفت على يد الجيوش النمساوية التي دخلت إلى المدينة، وكأن العدالة الإلهية أنصفته لأن حكام مونتوا لم يعاملوا أعمال مونتيفردي بمثل ما تستحقه ولم يقدروه حق قدره.

### ذروة تألق كلوديو مونتيفردي
في عام 1620 قرر الدوق زيادة راتب مونتيفردي، وبمقابل هذه الزيادة كان عليه تقديم أعمال موسيقية في مختلف المناسبات الدينية والوطنية، فانهمرت عليه من أثرياء البندقية طلبات التأليف وتمكن أحد هؤلاء من إقناع كلوديو بتأليف ألحان للأوبرا " Combattimento Di Tancredi E Clorinda" استنادا إلى قصيدة ألفها الشاعر "Tasso".
انهالت عليه طلبات تأليف مقطوعات من كل جهة من نبلاء وأثرياء البندقية إلى إنجلترا في البندقية وإلى نبلاء فلورنسا الذين جاؤوا إلى البندقية للاحتفال بذكرى دوقهم الراحل كوسمو الثاني ميديسيس في كنيسة سان مارك وطلبوا من مونتيفردي تأليف موشحة دينية جنائزية.
دعته معظم الدن الإيطالية المستقلة في الشمال للإقامة فيها وعرضت عليه مبالغ لم يحلم بها يوما، وتنافست الأكاديميات فيما بينها على تكريم مونتيفردي ومنحه ألقاب الشرف والعضويات الفخرية فيها. حاول مونتيفردي إرضاء الجميع رغم كثرة مشاغله.
في سبتمبر 1627 طلب دوق بارما منه تأليف مقطوعة غنائية احتفالا بزواجه، فلبى الطلب الذي استغرق منه عدة أشهر.
بدأت صحة مونتيفردي تتدهور، إذ بدأ يشكو من آلام شديدة في الرأس والعينين وضعف بصره وبدأت يداه ترتعشان خلال كتابة الألحان ورغم هذا فلم تكل عزيمته إذ ألف عملين مهمين كانا بمثابة تتويج فخم مهم لأعماله خلال سنواته الأخيرة، المغناة "Pros perina Rapita" والمغناة "Delia E Ulisse".
في عام 1631 انتشر وباء الطاعون في البندقية، وحصد ثلث سكان البندقية، فنذر كلوديو لربه إذا نجى ان يقوم برحلة إلى روما على قدميه، كتب أثناء ذلك موشحة دينية أدخل فيها ترنيمتي "Gloria" و"Gredo".
نجى مونتيفردي من الموت ولكن ابنه فرانسيسكو قضى، وكان عمره 30 عاما فقط.
و في عام 1632 نشر مونتيفردي مجموعته "Scherzi Musicali" وكتب اسمه على غلاف المجموعة الأب الراهب «كلوديو مونتيفردي»

### السنوات الأخيرة لمونتيفردي
نشر مونتيفردي في عام 1638 المجموعة الثامنة من المقطوعات الغنائية الصغيرة، سجلت المجموعة الثامنة وصول مونتيفردي إلى هدفه الأسمى. لم تحتوي هذه المجموعة إلا على مقطوعات غنائية تصلح للمسرح وبالأخص المغناة "Ballo Dell’Ingrate" التي كان قد قدمها عام 1608 في مانتوا، ولكن المقطوعة التي سيطرت على كافة مقطوعات هذه المجموعة كانت « Comba Timento Di Tancredi E Clorinda » وهي موسيقى حرب وغضب وعواطف مشوشة، أصبح مونتيفردي يلقب ب«إله الموسيقى» وب «أبولو الجديد الذي يعيش فوق الجبل الأخضر».
توالت قصائد المديح التي تمجد أعماله وصفاته الشخصية، وتنافس الكتاب والنقاد الموسيقيين في تعظيم أعماله، وبدأت قوافل الموسيقيين تأتي لزيارته من كافة أنحاء إيطاليا، وكان الموسيقيون في البندقية يأتون لأخذ نصائح "El Maestro" وتأثرت أعمال معظم هؤلاء بأساليب مونتيفردي الموسيقية، كما تأثرت أعمال الموسيقي الألماني "Heinrich Schutz" بهذه الأساليب.
و في 1637 افتتح مونتيفردي أول مسرح غنائي في مدينة البندقية، وكتب مونتيفردي لهــذا المسرح ولمسرحي كل من "San Cassiano" و"San Giovani E Paulo" أعماله الأخيرة مثل المغناة "Adone" والأوبرا "Il ritorno D’Ulisse" والأوبرا "Incoronazione Di Poppea ".
في عام 1640 نشر أول مجموعة من الموشحات الدينية المهمة، فأثبت بذلك غيرته على الدين وأن المسرح لا يبتعد كثيرا عن الكنيسة وتعاليمها.
بعد أوبرا «تتويج بوبي» ألف مونتيفردي باليه "Vitoria Damore".
و في عام 1643 تم تعيين مساعد لمونتيفردي لإدارة الفرقة الموسيقية الكنسية بعد أن لاحظ المسؤولون تدهور صحته.
بعد أن قام برحلة أخيرة إلى مانتوا، عاد مونتيفردي إلى البندقية مريضا خائر القوى، وبعد 8 أيام من الحمى الشديدة توفي الأستاذ الكبير و«إله الموسيقى» كلوديو مونتيفردي في 29 نوفمبر 1643.
أقيمت له جنازة مهيبة، شارك فيها عظماء ونبلاء من البندقية ومدن أخرى.
و دفن مونتيفردي في باحة كنيسة القديس امبرواز بجانب رجال دين آخرين.

### فهرس أعمال مونتيفردي
- Sacrae Cantiuncule 1582
- Madrigale Spirituali 1583
- Canzonette A 3 Voici 1584
- 1586 المجموعة الأولى للمقطوعات الغنائية الصغيرة
- 1590 المجموعة الثانية للمقطوعات الغنائية الصغيرة
- 1592 المجموعة الثالثة للمقطوعات الغنائية الصغيرة
- 1603 المجموعة الرابعة للمقطوعات الغنائية الصغيرة
- 1605 المجموعة الخامسة للمقطوعات الغنائية الصغيرة
- 1607 أوبرا» « Orfeo و« Scherzi Musicali »
- 1608 أوبرا « Arianna » و« Il Ballo Dell’Ingrante »
- 1610 موشحة دينية عزفها في روما وأهداها للبابا
- 1614 المجموعة السادسة للمقطوعات الغنائية الصغيرة
- 1615 أوبرا Tirsie Clori
- 1619 المجموعة السابعة للمقطوعات الغنائية الصغيرة
- 1624 أوبرا Il Combattimento Di Tanoredi E Clorinda
- 1627 أوبرا « La Finta Pazza »
- 1632 Scherzi Musicali in Stilo Recitativo
- 1638 المجموعة الثامنة للمقطوعات الغنائية الصغيرة
- 1639 المغناة « Adone »
- 1640 الموشحة الدينية Selva Morale E Spirituale
- 1641 أوبرا « Il Ritorno D’Ulisse »
- 1642 أوبرا «تتويج بوبي» ومغناة «انتصار الحب»
- 1651 المجموعة التاسعة للمقطوعات الغنائية الصغيرة (نشرت بعد وفاة الأستاذ)

## روابط خارجية
- كلاوديو مونتيفيردي على موقع IMDb (الإنجليزية)
- كلاوديو مونتيفيردي على موقع الموسوعة البريطانية (الإنجليزية)
- كلاوديو مونتيفيردي على موقع ميوزك برينز (الإنجليزية)
- كلاوديو مونتيفيردي على موقع إن إن دي بي (الإنجليزية)
- كلاوديو مونتيفيردي على موقع أول ميوزيك (الإنجليزية)
- كلاوديو مونتيفيردي على موقع ديسكوغز (الإنجليزية)
- كلاوديو مونتيفيردي على موقع قاعدة بيانات الفيلم (الإنجليزية)